# 流刑地にて
『流刑地にて』（るけいちにて、In der Strafkolonie）は、フランツ・カフカの短編小説。1914年10月執筆。カフカは当時長編『審判』を書き進めていたが、行き詰ったため中断しこの短編が書き上げられた。その後1919年にクルト・ヴォルフ社より60ページほどの書籍として刊行されている。

## あらすじ
とある学術調査の旅行家が流刑地での処刑の立会いに招かれた。この地では処刑のために特別な拷問機械を用意しており、旅行家は処刑される予定の囚人の傍で、熱心な将校からその機械の説明を聞く。その機械は2つの棺を組み合わせたような形をしている。実際に使用するには、まず下のほうの《ベッド》と呼ばれる部分に囚人を腹ばいに固定する。そして上部の《製図屋》の中で組み合わされた歯車によって、《製図屋》の下に付けられた《馬鍬》と呼ばれる鋼鉄製の針が動き、囚人の体にその罪に沿った判決文を時間をかけて刻む。処刑には12時間もの時間がかかり、最後には囚人は死体となって片付けられる。
この機械は前任の司令官によって作られたものであり、将校には特別な思い入れがある。そして現在、この機械による処刑は批判にさらされ、現在の司令官のもとで存続の危機にあるという。将校は機械の説明をしながら、この機械の存続のためにひと肌脱いでくれないかと旅行家に頼む。しかし処刑機械の非人間性を感じていた旅行家は、その頼みをきっぱりと断る。すると将校は突然思い至って、縛り付けられていた囚人を放免する。そして《製図屋》の中身を新たに入れ替え、自分が裸になってその機械に横たわって機械を作動させる。しかし機械は鈍い音を立てて壊れ始め、《製図屋》からは歯車が次々と飛び出し、《馬鍬》はわずかな時間の間に将校を串刺しにして殺してしまう。

## 翻案・影響
- フランク・ザッパはザ・マザーズ・オブ・インヴェンションのアルバム『ウィー・アー・オンリー・イン・イット・フォー・ザ・マニー』（1968年）のライナーノートで、同アルバムの収録曲「クロム・メッキのメガホン」（The Chrome Plated Megaphone of Destiny）を聴く前にこの作品を読むことを薦めている。
- イアン・カーティスはこの作品からインスピレーションを受けて「コロニー」（『クローサー』収録、1980年）を作曲した。
- フィリップ・グラスはこの作品に基づいて2000年に室内オペラ『流刑地にて』を作曲している。
- 村上春樹は長編小説『海辺のカフカ』において、主人公の少年に「その複雑で目的のしれない処刑機械は、現実の僕のまわりに実際に存在したのだ。それは比喩とか寓話とかじゃない」[1]と言わせている。

## 日本語訳
以下が収録されている短編集
- 本野亨一訳 『ある流刑地の話』角川文庫、1963年、改版1994年※
- 川崎芳隆・浦山光之訳 『変身　他4編』旺文社文庫、1973年
- 川村二郎・円子修平訳『カフカ全集 1 変身、流刑地にて』新潮社、1980年
  - 『決定版 カフカ短編集』 頭木弘樹編、新潮文庫、2024年※
- 池内紀訳 『カフカ短編集』岩波文庫、1987年※
- 池内紀訳 『カフカ小説全集 変身ほか』白水社、2001年
  - 池内紀訳 『カフカ・コレクション 流刑地にて』白水Uブックス、2006年 - 新書判
- 柴田翔訳 『カフカ・セレクションⅡ』ちくま文庫、2008年
- 『ポケットマスターピース01　カフカ』 多和田葉子編、集英社文庫、2015年※
- 丘沢静也訳 『田舎医者／断食芸人／流刑地で』光文社古典新訳文庫、2022年※

※は電子書籍も刊